# Hernando Santos Castillo
Hernando Santos Castillo (Bogotá, 15 de agosto de 1922 – 20 de abril de 1999), fue un periodista y abogado colombiano. Se destacó durante su vida pública como director del periódico El Tiempo entre 1981 y 1999. Además de los editoriales, también fue el autor de la columna Detrás de las Noticias, la cual firmaba con el seudónimo de "Hersán".

## Vida familiar
Era hijo de Enrique Santos Montejo "Calibán" y sobrino del expresidente de Colombia y propietario del periódico El Tiempo, Eduardo Santos. Estudió su primaria y bachillerato en el Colegio Antonio Nariño, donde se graduó en 1939. Posteriormente, cursó Derecho en la Universidad del Rosario, de la cual recibió el título de abogado el 8 de abril de 1948. Debido a los hechos de violencia ocurridos al día siguiente, por el asesinato de Jorge Eliécer Gaitán, tuvo que aplazar su matrimonio con Helena Calderón Nieto, previsto para el domingo 11 de abril. De esa unión nacieron siete hijos: Guillermo, Hernando, Camilo, Juana, Adriana, el exvicepresidente de la República Francisco Santos Calderón y Rafael Santos Calderón, que lo sucedió en la dirección del diario, a su fallecimiento. Santos Castillo enviudó el 20 de agosto de 1983.

## Trayectoria periodística
En 1944, antes de graduarse y casarse, ya había ingresado a la redacción de El Tiempo como cronista taurino, bajo el seudónimo de "Rehilete". En la Plaza de toros de Santamaría se conoció con su colega Guillermo Cano, quien hacía el mismo trabajo para El Espectador e iniciaron un amistad que se mantuvo hasta el asesinato de Cano, en 1986.
Fue ascendido a redactor de la sección internacional en 1949, y en 1951 se convirtió en director general de servicios. Ese mismo año empezó a escribir la columna Detrás de las Noticias, firmando como "Hersán". Tras la clausura de El Tiempo, en agosto de 1955, por el régimen del general Gustavo Rojas Pinilla, pasó a ocupar la jefatura de redacción de Intermedio, en compañía de su hermano Enrique Santos Castillo, posición que siguieron ejerciendo luego de la reaparición de El Tiempo, en junio de 1957.
El expresidente Santos falleció el 27 de marzo de 1974, sin hijos que le sobrevivieran. Previamente había estipulado en su testamento, que debían sucederlo sus sobrinos, pero de una manera desigual, teniendo en cuenta la ideología que cada uno había tenido en la época de la guerra civil española, cuya influencia fue notoria en la política colombiana de la década de 1930. Hernando, que era partidario del bando republicano (al igual que el propio Eduardo Santos), fue designado como subdirector, y mayor accionista de la Casa Editorial El Tiempo. Además, en 1979, fue nombrado como director del suplemento literario "Lecturas Dominicales". Por otra parte, Enrique, que simpatizaba con el bando nacional fue relegado al cargo de editor general, pero se le concedió el privilegio de dirigir el contenido y los titulares de la primera plana del periódico, función que desempeñó hasta días antes de su muerte, en noviembre de 2001.

## Director deEl Tiempo
Roberto García-Peña se retiró de la dirección del periódico el 17 de julio de 1981. La junta directiva de la Casa Editorial El Tiempo nombró a Hernando Santos Castillo como nuevo director, y éste asumió dicha posición al día siguiente. Una vez en el cargo, mantuvo una línea editorial idéntica a la de su antecesor, consistente en el respaldo pleno a las instituciones gubernamentales y la no intervención en asuntos en los que, según su criterio, El Tiempo, no debía inmiscuirse. Años antes, cuando aún era subdirector, Santos Castillo había tenido un papel clave en la renuncia de Lucas Caballero Calderón "Klim", al pedirle que moderara sus críticas al gobierno de Alfonso López Michelsen. Ahora que era su director, El Tiempo guardó silencio sobre la malversación de dineros y el posterior colapso del Grupo Grancolombiano, hechos que fueron ampliamente denunciados por El Espectador. Y después, defendió de forma directa al presidente Ernesto Samper Pizano, en medio del escándalo por el llamado Proceso 8.000, aunque en un editorial de julio de 1996, le pidió expresamente que renunciara a la presidencia, luego de que el gobierno de Estados Unidos le cancelara la visa al mandatario.
Tras el asesinato de Guillermo Cano, en diciembre de 1986, Santos Castillo lideró, junto con otros directores de periódicos, revistas de opinión y noticieros de radio y televisión, la formación del "Frente Unido", que consistió en una alianza de los medios de comunicación para redactar, publicar y transmitir una serie de crónicas y reportajes en los que se mostraba la infiltración y poder negativo del narcotráfico en la vida económica, política y social del país.

## Galardones
Como director de El Tiempo, Hernando Santos recibió los siguientes reconocimientos:
- Premio Nacional de Periodismo Simón Bolívar, 1986. Categoría Vida y Obra de un Periodista (compartido con su hermano Enrique Santos Castillo).[22][23]
- Orden Civil Al Mérito José Acevedo y Gómez, del Concejo de Bogotá, 1996. (Gran Cruz) Con motivo de los 85 años del diario.[1]
- Escudo de Antioquia, 1996. (Oro) Con motivo de los 85 años del diario.[1]
- Premio Nacional de Periodismo del CPB, 1997. Categoría Vida y Obra de un Periodista.[24]
- Premio María Moors Cabot, 1997. Por su contribución a la libertad de prensa y las relaciones interamericanas (compartido con su hermano Enrique Santos Castillo)[25]

## Muerte
Hernando Santos Castillo sufrió un accidente cerebrovascular hemorrágico (derrame cerebral), el 7 de abril de 1999. Fue llevado a la Clínica Shaio, en donde se le practicó una cirugía de emergencia. Tras permanecer doce días en estado crítico, falleció a la madrugada del 20 de abril de 1999. Su sepelio tuvo lugar en el panteón familiar del Cementerio Central. Su hijo Rafael Santos Calderón y su sobrino Enrique Santos Calderón, se hicieron cargo de la dirección del periódico.